# José Emilio Cervera Llavador
José Emilio Cervera Llavador (València, 19 de juny de 1965) és un polític valencià, diputat en la VI legislatura de les Corts Valencianes.
De 1991 a 1995 fou president de la Federació Valenciana de Tennis. L'any 2000 és nomenat sotssecretari autonòmic de Relacions Institucionals de la Generalitat Valenciana. Un càrrec adscrit a la Presidència que ostentava Eduardo Zaplana amb qui va seguir l'any 2002 com a assessor personal d'aquest com a Ministre de Treball del Govern espanyol.
A les eleccions a les Corts Valencianes de 2003 fou elegit diputat per València del Partido Popular, però va deixar el càrrec poc després per ser nomenat Secretari Autonòmic d'Esport en l'organigrama de la Conselleria de Cultura, Educació i Esport de la Generalitat Valenciana amb Esteban González Pons de conseller i Francisco Camps com a cap del Consell. Va romandre en el càrrec fins al novembre de 2004 quan va cessar per petició pròpia i va passar a treballar per a l'empresa de promoció immobiliària Onofre Miguel.
El novembre de 2010 fou novament elegit president de la Federació Valenciana de Tennis amb el suport de tennistes com Juan Carlos Ferrero Donat i David Ferrer i Ern.